# Jaroslav Levinský
Jaroslav Levinský (* 11. Februar 1981 in Valašské Meziříčí, Tschechoslowakei) ist ein ehemaliger tschechischer Tennisspieler.

## Karriere
Der Doppelspezialist gewann in seiner Karriere fünf Doppeltitel auf der ATP Tour und stand zehn weitere Male im Finale einer Doppelkonkurrenz. Seine höchste Platzierung in der Einzelwertung der Tennisweltrangliste erreichte er mit Rang 239 im September 2002, in der Doppelwertung mit Rang 24 im Juli 2007. Bei allen vier Grand-Slam-Turnieren erreichte er in der Doppelkonkurrenz jeweils mit dem Achtelfinale sein bestes Ergebnis. Bei den Australian Open zog er 2010 ins Finale der Mixedkonkurrenz ein. Sein letztes Turnier bestritt er 2014 bei den US Open.

## Erfolge
| Legende (Anzahl der Siege)                       |
| Grand Slam                                       |
| Tennis Masters Cup ATP World Tour Finals         |
| ATP Masters Series ATP World Tour Masters 1000   |
| ATP International Series Gold ATP World Tour 500 |
| ATP International Series ATP World Tour 250 (5)  |
| ATP Challenger Tour (23)                         |

| Titel nach Belag |
| Hartplatz (0)    |
| Sand (4)         |
| Rasen (0)        |
| Teppich (1)      |

### Doppel

#### Turniersiege

##### ATP World Tour
| Nr. | Datum           | Turnier    | Belag       | Partner         | Finalgegner                          | Ergebnis         |
| --- | --------------- | ---------- | ----------- | --------------- | ------------------------------------ | ---------------- |
| 1.  | 12. Juli 2004   | Amersfoort | Sand        | David Škoch     | José Acasuso Luis Horna              | 6:0, 2:6, 7:5    |
| 2.  | 30. Januar 2006 | Zagreb     | Teppich (i) | Michal Mertiňák | Davide Sanguinetti Andreas Seppi     | 7:6, 6:1         |
| 3.  | 24. Juli 2006   | Umag       | Sand        | David Škoch     | Guillermo García López Albert Portas | 6:4, 6:4         |
| 4.  | 14. Juli 2008   | Gstaad     | Sand        | Filip Polášek   | Stéphane Bohli Stanislas Wawrinka    | 3:6, 6:2, [11:9] |
| 5.  | 19. Juli 2009   | Båstad     | Sand        | Filip Polášek   | Robert Lindstedt Robin Söderling     | 1:6, 6:3, [10:7] |

##### ATP Challenger Tour
| Nr. | Datum              | Turnier        | Belag         | Partner              | Finalgegner                          | Ergebnis         |
| --- | ------------------ | -------------- | ------------- | -------------------- | ------------------------------------ | ---------------- |
| 1.  | 20. Mai 2001       | Prag           | Sand          | Michal Navrátil      | Noam Behr Andy Ram                   | 6:3, 6:1         |
| 2.  | 30. September 2001 | Kamnik         | Sand          | Igor Brukner         | Salvador Navarro Vincenzo Santopadre | 6:3, 1:6, 6:4    |
| 3.  | 28. Oktober 2001   | Seoul          | Hartplatz     | František Čermák     | Yves Allegro Marco Chiudinelli       | 5:7, 7:68, 6:3   |
| 4.  | 9. Dezember 2001   | Bangkok VI     | Hartplatz     | Aisam-ul-Haq Qureshi | Jaymon Crabb Peter Luczak            | 6:3, 6:75, 7:65  |
| 5.  | 25. Mai 2002       | Budapest       | Sand          | Karol Beck           | Mariano Hood Sebastián Prieto        | 3:6, 6:4, 6:1    |
| 6.  | 4. August 2002     | St. Petersburg | Sand          | František Čermák     | Artjom Derepasko Orest Tereschtschuk | 6:3, 6:2         |
| 7.  | 22. September 2002 | Banja Luka     | Sand          | Flavio Cipolla       | Jaroslav Pospíšil Jan Šátral         | 6:2, 7:5         |
| 8.  | 24. November 2002  | Prag           | Hartplatz (i) | Karol Beck           | Aleksandar Kitinov Lovro Zovko       | 7:5, 6:2         |
| 9.  | 16. März 2003      | Sarajevo (1)   | Hartplatz (i) | Tomáš Berdych        | Simon Aspelin Johan Landsberg        | 1:6, 7:66, 6:4   |
| 10. | 8. Juni 2003       | Prostějov (1)  | Sand          | David Škoch          | Rubén Ramírez Hidalgo Sergio Roitman | 6:2, 6:2         |
| 11. | 14. März 2004      | Wrexham        | Hartplatz (i) | Alexander Waske      | Mark Hilton Jonathan Marray          | 7:5, 7:61        |
| 12. | 21. März 2004      | Sarajevo (2)   | Hartplatz (i) | Alexander Waske      | Tuomas Ketola Johan Landsberg        | 6:4, 6:1         |
| 13. | 16. Mai 2004       | Zagreb         | Sand          | Karol Beck           | Jordan Kerr Tom Vanhoudt             | 6:2, 7:64        |
| 14. | 6. Juni 2004       | Prostějov (2)  | Sand          | Dominik Hrbatý       | Travis Parrott Tripp Phillips        | 6:4, 6:4         |
| 15. | 21. November 2004  | Dnipro         | Hartplatz (i) | Karol Beck           | Andrei Pavel Gabriel Trifu           | 6:74, 7:64, 7:62 |
| 16. | 10. Juni 2006      | Prostějov (3)  | Sand          | František Čermák     | Jan Mašík Michal Tabara              | 6:3, 6:2         |
| 17. | 11. November 2007  | Bratislava     | Hartplatz (i) | Tomáš Cibulec        | Chris Haggard Mischa Zverev          | 6:4, 2:6, [10:8] |
| 18. | 6. April 2008      | Neapel         | Sand          | Tomáš Cibulec        | Frederico Gil Luis Horna             | 6:1, 6:3         |
| 19. | 1. Februar 2009    | Heilbronn      | Hartplatz (i) | Karol Beck           | Benedikt Dorsch Philipp Petzschner   | 6:3, 6:2         |
| 20. | 1. März 2009       | Besançon       | Hartplatz (i) | Karol Beck           | David Škoch Igor Zelenay             | 2:6, 7:5, [10:7] |
| 21. | 8. März 2009       | Bergamo        | Hartplatz (i) | Karol Beck           | Chris Haggard Pavel Vízner           | 7:66, 6:4        |
| 22. | 2. Mai 2009        | Rhodos         | Hartplatz     | Karol Beck           | Rajeev Ram Bobby Reynolds            | 6:3, 6:3         |
| 23. | 12. Juli 2009      | Pozoblanco     | Hartplatz     | Karol Beck           | Colin Fleming Ken Skupski            | 6:2, 6:7, [10:7] |

#### Finalteilnahmen
| Nr. | Datum            | Turnier        | Belag       | Partner          | Finalgegner                           | Ergebnis          |
| --- | ---------------- | -------------- | ----------- | ---------------- | ------------------------------------- | ----------------- |
| 1.  | 25. Juli 2004    | Umag (1)       | Sand        | David Škoch      | José Acasuso Flávio Saretta           | 6:4, 2:6, 4:6     |
| 2.  | 31. Oktober 2004 | St. Petersburg | Teppich (i) | Dominik Hrbatý   | Arnaud Clément Michaël Llodra         | 3:6, 2:6          |
| 3.  | 5. März 2006     | Las Vegas      | Hartplatz   | Robert Lindstedt | Bob Bryan Mike Bryan                  | 3:6, 2:6          |
| 4.  | 15. Oktober 2006 | Moskau         | Teppich (i) | František Čermák | Nenad Zimonjić Fabrice Santoro        | 1:6, 5:7          |
| 5.  | 29. Oktober 2006 | Lyon           | Sand        | František Čermák | Robert Lindstedt Robin Söderling      | 6:4, 3:6, 4:6     |
| 6.  | 4. Februar 2007  | Zagreb         | Teppich (i) | František Čermák | Michael Kohlmann Alexander Waske      | 6:75, 6:4, [10:5] |
| 7.  | 6. Mai 2007      | München        | Sand        | Jan Hájek        | Philipp Kohlschreiber Michail Juschny | 1:6, 4:6          |
| 8.  | 29. Juli 2007    | Umag (2)       | Sand        | David Škoch      | Lukáš Dlouhý Michal Mertiňák          | 3:6, 2:6          |
| 9.  | 1. August 2009   | Gstaad         | Sand        | Filip Polášek    | Marco Chiudinelli Michael Lammer      | 5:7, 3:6          |
| 10. | 4. Oktober 2009  | Kuala Lumpur   | Hartplatz   | Igor Kunizyn     | Mariusz Fyrstenberg Marcin Matkowski  | 2:6, 1:6          |

### Mixed

#### Finalteilnahmen
| Nr. | Datum           | Turnier         | Belag     | Partner             | Finalgegner             | Ergebnis |
| --- | --------------- | --------------- | --------- | ------------------- | ----------------------- | -------- |
| 1.  | 31. Januar 2010 | Australian Open | Hartplatz | Jekaterina Makarowa | Cara Black Leander Paes | 5:7, 3:6 |